# Diplazium mixtum
Diplazium mixtum är en majbräkenväxtart som först beskrevs av William Roxburgh och som fick sitt nu gällande namn av Conrad Vernon Morton.
Diplazium mixtum ingår i släktet Diplazium och familjen Athyriaceae. Inga underarter finns listade i Catalogue of Life.